# D-Bo/Diskografie
Diese Diskografie ist eine Übersicht über die musikalischen Werke des deutschen Rappers und Produzenten D-Bo. Sein erstes Album Deutscha Playa erschien 2001 über das Independent-Label I Luv Money Records als Kassette. Durch seine Beteiligung an Samplern des Labels ersguterjunge positionierte sich D-Bo auch in den deutschen Top 10 sowie den österreichischen und Schweizer Charts.

## Alben

### Studioalben
| Jahr | Titel Musiklabel Katalog-Nr.                                | Höchstplatzierung, Gesamtwochen, AuszeichnungChartplatzierungen (Jahr, Titel, Musiklabel Katalog-Nr., Platzierungen, Wochen, Auszeichnungen, Anmerkungen, Cover) | Höchstplatzierung, Gesamtwochen, AuszeichnungChartplatzierungen (Jahr, Titel, Musiklabel Katalog-Nr., Platzierungen, Wochen, Auszeichnungen, Anmerkungen, Cover) | Höchstplatzierung, Gesamtwochen, AuszeichnungChartplatzierungen (Jahr, Titel, Musiklabel Katalog-Nr., Platzierungen, Wochen, Auszeichnungen, Anmerkungen, Cover) | Anmerkungen                                    | Cover |
| Jahr | Titel Musiklabel Katalog-Nr.                                | DE | AT | CH | Anmerkungen                                    | Cover |
| ---- | ----------------------------------------------------------- | --- | --- | --- | ---------------------------------------------- | ----- |
| 2001 | Deutscha Playa Luv Money Records ILM 002                    | — | — | — | Format: MC Wiederveröffentlichung: 2004 + 2012 |       |
| 2005 | Deo Volente ersguterjunge 40195 939600-1 (7)                | — | — | — | Format: CD Wiederveröffentlichung: 2012        |       |
| 2006 | Seelenblut ersguterjunge 40195-9300030(0)                   | DE59 (1 Wo.)DE | — | — | Format: CD Wiederveröffentlichung: 2012        |       |
| 2007 | Sans Souci ersguterjunge 88697188702-(0)                    | DE64 (1 Wo.)DE | — | — | Format: CD Wiederveröffentlichung: 2012        |       |
| 2009 | Die Lüge der Freiheit Wolfpack Entertainment WPE 002        | DE89 (1 Wo.)DE | — | — | Format: CD                                     |       |
| 2011 | Auf der Suche nach dem Glück Wolfpack Entertainment WPE 011 | DE89 (1 Wo.)DE | — | — | Format: CD                                     |       |
| 2013 | Kopffick mit Niveau Wolfpack Entertainment WPE 044          | DE79 (1 Wo.)DE | — | — | Format: CD                                     |       |

## Singles

### Als Leadmusiker
| Jahr | Titel Musiklabel Katalog-Nr.                           | Höchstplatzierung, Gesamtwochen, AuszeichnungChartplatzierungen (Jahr, Titel, Musiklabel Katalog-Nr., Platzierungen, Wochen, Auszeichnungen, Anmerkungen, Cover) | Höchstplatzierung, Gesamtwochen, AuszeichnungChartplatzierungen (Jahr, Titel, Musiklabel Katalog-Nr., Platzierungen, Wochen, Auszeichnungen, Anmerkungen, Cover) | Höchstplatzierung, Gesamtwochen, AuszeichnungChartplatzierungen (Jahr, Titel, Musiklabel Katalog-Nr., Platzierungen, Wochen, Auszeichnungen, Anmerkungen, Cover) | Anmerkungen                                                 | Cover |
| Jahr | Titel Musiklabel Katalog-Nr.                           | DE | AT | CH | Anmerkungen                                                 | Cover |
| ---- | ------------------------------------------------------ | --- | --- | --- | ----------------------------------------------------------- | ----- |
| 2009 | Alles Easy? Wolfpack Entertainment WPE 003             | — | — | — | Album: Die Lüge der Freiheit                                |       |
| 2009 | Frust? Wolfpack Entertainment WPE 004                  | — | — | — | Album: Die Lüge der Freiheit                                |       |
| 2011 | Rock that Party, Berlin Wolfpack Entertainment WPE 012 | — | — | — | Album: Auf der Suche nach dem Glück                         |       |
| 2011 | Vampir Wolfpack Entertainment WPE 015                  | — | — | — | Single mit Deine Jugend Album: Auf der Suche nach dem Glück |       |
| 2011 | Glücklich Wolfpack Entertainment WPE 020               | — | — | — | Single mit RAF Camora Album: Auf der Suche nach dem Glück   |       |
| 2012 | Alleine sein Wolfpack Entertainment WPE 041            | — | — | — | Single mit Max Mostley Album: Kopffick mit Niveau           |       |
| 2012 | Durchzug Wolfpack Entertainment WPE 042                | — | — | — | Album: Kopffick mit Niveau                                  |       |
| 2012 | Dein Herz Wolfpack Entertainment WPE 043               | — | — | — | Album: Kopffick mit Niveau                                  |       |

### Als Gastmusiker
Neben seinen eigenen Veröffentlichungen tritt D-Bo auch als Gastrapper auf Alben anderer Hip-Hop-Musiker in Erscheinung. Insbesondere während des Zeitraums, in dem D-Bo bei dem Berliner Label ersguterjunge tätig war, nahm er Beiträge für zahlreiche Veröffentlichungen von Künstlern des Labels auf. So arbeitete er wiederholt mit den Rappern Bushido, Chakuza, Bizzy Montana, Saad und Nyze zusammen. Einige Tonträger, an denen D-Bo beteiligt war, konnten sich erfolgreich in den deutschen Album-Charts platzieren. So stiegen die Alben Carlo Cokxxx Nutten II von Bushido und Saad auf Rang 3, Staatsfeind Nr. 1 von Bushido auf Position 4 und Unter der Sonne von Chakuza auf Platz 9 der deutschen Charts ein. Insgesamt ist D-Bo auf über 25 Alben vertreten.
| Jahr | Titel                                                                      | Album                                      | Künstler                    |
| ---- | -------------------------------------------------------------------------- | ------------------------------------------ | --------------------------- |
| 2001 | Du bist Nutte                                                              | Mutterficker Nr.2                          | KamOne                      |
| 2001 | Mit dem Schwanz in der Hand                                                | King of Kingz                              | Bushido                     |
| 2001 | Nimm mich                                                                  | I Luv Money Sampler                        | I Luv Money Records         |
| 2002 | Sag nicht…                                                                 | Carlo Cokxxx Nutten                        | Sonny Black und Frank White |
| 2004 | Mit dem Schwanz in der Hand und Mit dem Schwanz in der Hand (ersguteremix) | King of Kingz 2004                         | Bushido                     |
| 2005 | Träume im Dunkeln                                                          | Carlo Cokxxx Nutten II                     | Sonny Black und Saad        |
| 2005 | Sieh in meine Augen                                                        | Staatsfeind Nr. 1                          | Bushido                     |
| 2006 | Nemesis                                                                    | Bravo Black Hits Vol. 14                   | Sampler                     |
| 2006 | Ich geh jetzt                                                              | Suchen & Zerstören                         | Chakuza                     |
| 2006 | Träume im Dunkeln und Sieh in meine Augen                                  | Deutschland, gib mir ein Mic! (CD und DVD) | Bushido                     |
| 2006 | Verschwunden                                                               | Das Leben ist Saad                         | Baba Saad                   |
| 2006 | Zu lange                                                                   | Blackout                                   | Chakuza und Bizzy Montana   |
| 2007 | Regen                                                                      | Geben & Nehmen                             | Nyze                        |
| 2007 | Gestern vergessen                                                          | Aussenseiter                               | Taichi                      |
| 2008 | Falscher Freund                                                            | Regen (Single)                             | Saad                        |
| 2008 | Drei                                                                       | Saadcore                                   | Saad                        |
| 2008 | Was dann?                                                                  | Unter der Sonne (Limited Edition)          | Chakuza                     |
| 2008 | Auf Wiedersehen                                                            | Bronko im Kalorienreich                    | King Orgasmus One           |
| 2008 | Beatlefield Allstars                                                       | Therapie vor dem Album                     | RAF Camora                  |
| 2008 | Grüß die Jungs                                                             | Therapie                                   | Taichi                      |
| 2008 | Rolling Stone                                                              | Für immer jung (Single)                    | Bushido und Karel Gott      |
| 2009 | Auf & Ab                                                                   | Skandal 2                                  | Emirez                      |
| 2009 | Wir bleiben hier                                                           | Mukke aus der Unterschicht 3               | Bizzy Montana               |
| 2009 | Waiting                                                                    | Amnezia                                    | Nyze                        |
| 2009 | Herr Doktor                                                                | Nächster Stopp Zukunft                     | RAF Camora                  |
| 2009 | Running Man                                                                | Sorry Jungs                                | El Moussaoui                |
| 2010 | Yo (Remix)                                                                 | Therapie nach dem Album                    | RAF Camora                  |
| 2010 | Hier und da                                                                | Suchen & Zerstören II                      | Chakuza                     |
| 2012 | Euer Problem!                                                              | Mixtape Pt. 2                              | Nyze                        |
| 2018 | Alles ist ich                                                              | Suchen & Zerstören 3                       | Chakuza                     |

### Produktionen
D-Bo arbeitet neben seiner Tätigkeit als Rapper auch als Produzent für andere Hip-Hop-Musiker. Auf den folgenden Alben ist D-Bo vereinzelt mit Beats vertreten.
| Jahr | Album                                                    | Künstler                       |
| ---- | -------------------------------------------------------- | ------------------------------ |
| 2001 | The Nation Compilation                                   | Night Shield Entertainment     |
| 2001 | Auf Senzenmannz Klinge... Tzhapta 2                      | Psycomatic                     |
| 2001 | King of Kingz                                            | Bushido                        |
| 2002 | I Luv Money Sampler                                      | I Luv Money Records            |
| 2002 | Berlin bleibt hart                                       | Orgi 69 und Bass Sultan Hengzt |
| 2004 | Electro Ghetto (Single)                                  | Bushido                        |
| 2004 | Electro Ghetto                                           | Bushido                        |
| 2004 | Nie wieder (Single)                                      | Bushido                        |
| 2006 | Womit hab ich das verdient (Single)                      | Saad                           |
| 2007 | Von der Skyline zum Bordstein zurück (Vodafone-Download) | Bushido                        |
| 2007 | Sonnenbank Flavour (Itunes-Download)                     | Bushido                        |
| 2007 | Geben & Nehmen                                           | Nyze                           |
| 2007 | Reich mir nicht deine Hand (Single)                      | Bushido                        |
| 2008 | Therapie vor dem Album                                   | RAF Camora                     |

### Sonstiges
| Jahr | Titel                       | Beteiligte Interpreten                                       | Anmerkungen                       |
| ---- | --------------------------- | ------------------------------------------------------------ | --------------------------------- |
| 2002 | Du Toy, ich tight           | Bushido und Fler                                             | Freetrack                         |
| 2007 | Ersgutesurgestein           |                                                              | Freetrack                         |
| 2008 | Für die Juice?              |                                                              | Juice Exclusive! auf Juice-CD #86 |
| 2008 | Beatlefield Allstars Part 2 | RAF Camora, Pirielli, Chakuza, Bizzy Montana und Sonnik Boom | Freetrack                         |
| 2009 | Bitte guck nicht            | Chakuza und RAF Camora                                       | Freetrack                         |
| 2009 | Fünf                        | Emine Bahar                                                  | Juice Exclusive! auf Juice-CD #97 |
| 2010 | Komm an Bord                |                                                              | Freetrack                         |
| 2010 | Deine Maske (D-Bo Remix)    | Deine Jugend                                                 | Freetrack                         |
| 2010 | Regen                       | David Asphalt                                                | Freetrack                         |
| 2011 | Nur ich                     |                                                              | Freetrack                         |

## Musikvideos
| Jahr | Titel                             | Beteiligte Interpreten               | Anmerkungen                                                                           |
| ---- | --------------------------------- | ------------------------------------ | ------------------------------------------------------------------------------------- |
| 2005 | Nemesis                           | Bushido, Eko Fresh, Saad und Chakuza | Platz 1 der TRL-Charts von MTV                                                        |
| 2007 | Sans Souci                        |                                      | Platz 1 der Urban-TRL-Charts von MTV                                                  |
| 2009 | Alles easy?                       |                                      |                                                                                       |
| 2009 | Frust?                            |                                      | Claude-Oliver Rudolph und Sexy Cora als Darsteller                                    |
| 2009 | Diskothek                         | Pireli                               |                                                                                       |
| 2011 | Rock that Party, Berlin           |                                      |                                                                                       |
| 2011 | Vampir                            | Deine Jugend                         |                                                                                       |
| 2011 | Glücklich                         | RAF Camora                           |                                                                                       |
| 2011 | Geschenk                          |                                      | Auf dem Videoportal YouTube aufgrund der Religionskritik erst ab 18 Jahren zugänglich |
| 2011 | Blumen (RAF Camora und Benno RMX) | Emine Bahar                          |                                                                                       |
| 2012 | Quand la nuit                     | Ribellu                              |                                                                                       |
| 2012 | Alleine sein                      | Max Mostley                          |                                                                                       |
| 2012 | Hotpants                          |                                      |                                                                                       |
| 2012 | Durchzug                          |                                      |                                                                                       |
| 2012 | 9000                              | Pireli                               |                                                                                       |
| 2012 | Dein Herz                         |                                      | Videopremiere auf Stern.de                                                            |
| 2013 | Machs mit                         |                                      | Video im Rahmen der Ausstellung „Große Freiheit“ am Berliner Hauptbahnhof             |

## Statistik

### Chartauswertung
|                     | DE    | AT    | CH    |
| ------------------- | ----- | ----- | ----- |
| Nummer-eins-Alben   | DE—DE | AT—AT | CH—CH |
| Top-10-Alben        | DE—DE | AT—AT | CH—CH |
| Alben in den Charts | DE5DE | AT—AT | CH—CH |